# Bashkia e Memaliajt
Bashkia e Memaliajt är en kommun i Albanien.   Den ligger i prefekturen Qarku i Gjirokastrës, i den södra delen av landet, 110 kilometer söder om huvudstaden Tirana.
Trakten runt Bashkia e Memaliajt består till största delen av jordbruksmark.  Runt Bashkia e Memaliajt är det ganska glesbefolkat, med 31 invånare per kvadratkilometer.